# Legendary (album de Tyga)
Pour les articles homonymes, voir Legendary.
 (avril 2020).
Si vous disposez d'ouvrages ou d'articles de référence ou si vous connaissez des sites web de qualité traitant du thème abordé ici, merci de compléter l'article en donnant les références utiles à sa vérifiabilité et en les liant à la section « Notes et références ».
Albums par Tyga
Kooty
(2018)
Singles
1. Taste
Sortie : 16 mai 2018
2. Swish
Sortie : 25 juillet 2018
3. Dip
Sortie : 29 octobre 2018
4. Floss in the Bank
Sortie : 11 janvier 2019
5. Girls Have Fun
Sortie : 23 janvier 2019
6. Goddamn
Sortie : 15 avril 2019
7. Haute
Sortie : 5 juin 2019
8. Bop
Sortie : 2 août 2019

Legendary est le 7e album studio du rappeur américain, Tyga sorti le 7 juin 2019,.

## Production
Le 16 mai 2018, Tyga sort Taste avec le rappeur des Migos : Offset
Le 25 juillet 2018, Tyga sort Swish, le 29 octobre 2019, avec la rappeuse américaine Nicki Minaj un single intitulé Dip, le 11 janvier 2019, Floss in the Bank, le 23 janvier 2019, Girls Have Fun avec Rich the Kid et G-Eazy, le 15 avril 2019, Goddmann et le 2 août 2019, Bop.

## Liste des pistes
| Standard edition | Standard edition                           | Standard edition | Standard edition              | Standard edition | Standard edition | Standard edition | Standard edition | Standard edition | Standard edition |
| No               | Titre                                      | Auteur | Producteurs                   | Durée            |                  |                  |                  |                  |                  |
| ---------------- | ------------------------------------------ | --- | ----------------------------- | ---------------- | ---------------- | ---------------- | ---------------- | ---------------- | ---------------- |
| 1.               | Too Many                                   | - Michael Stevenson - Dijon McFarlane - Leslie Wakefield                                                                        | - Mustard - Official          | 2:25             |                  |                  |                  |                  |                  |
| 2.               | Lightskin Lil Wayne                        | - Stevenson - Dwayne Carter - Matthew Samuels - Kaelin Capron                                                                   | - Boi-1da - TT Audi           | 2:33             |                  |                  |                  |                  |                  |
| 3.               | On Me (featuring Lil Wayne)                | - Stevenson - Carter - Donte Blacksher                                                                                          | - Dupri - K.E. on the Track   | 2:42             |                  |                  |                  |                  |                  |
| 4.               | Stash (featuring Blueface)                 | - Stevenson - Johnathan Porter - McFarlane - Wakefield - Nick Seeley                                                            | - Mustard - Official          | 2:54             |                  |                  |                  |                  |                  |
| 5.               | Haute (featuring J Balvin and Chris Brown) | - Stevenson - José Balvin - Christopher Brown - Lukasz Gottwald - Brandon Hamlin                                                | - Dr. Luke - B HAM            | 2:40             |                  |                  |                  |                  |                  |
| 6.               | Werkkkk                                    | - Stevenson - McFarlane - Wakefield                                                                                             | - Mustard - Official          | 3:20             |                  |                  |                  |                  |                  |
| 7.               | Maykherkhum                                | - Stevenson - Blacksher - David Doman                                                                                           | - D. A. Doman - Dupri         | 2:37             |                  |                  |                  |                  |                  |
| 8.               | Vibrate (featuring Swae Lee)               | - Stevenson - Jason Evigan - Khalif Brown - Jesse Saint John - Brittany Hazzard - Hunt - Te Whiti Warbrick - Capron - Blacksher | - Dupri - Extendo Beatz       | 3:33             |                  |                  |                  |                  |                  |
| 9.               | Shit I Like                                | - Stevenson - Chris Brown - Blacksher                                                                                           | - Dupri - Extendo Beatz       | 3:01             |                  |                  |                  |                  |                  |
| 10.              | Legendary (featuring Gunna)                | - Stevenson - Sergio Kitchens                                                                                                   | - Murda Beatz - Sool Got Hits | 2:32             |                  |                  |                  |                  |                  |
| 11.              | February Love (featuring Chris Brown)      | - Stevenson - Brown - Doman | D. A. Doman                   | 3:37             |                  |                  |                  |                  |                  |
| 12.              | Goddamn (featuring A Boogie wit da Hoodie) | - Stevenson - Artist Dubose - Doman - Justin Thomas - Adele Elysee                                                              | D. A. Doman                   | 3:31             |                  |                  |                  |                  |                  |
| 13.              | Taste (featuring Offset)                   | - Stevenson - Kiari Cephus - Doman - Cameron Lewis                                                                              | D. A. Doman                   | 3:49             |                  |                  |                  |                  |                  |
| 14.              | Made Me (featuring Bazzi)                  | - Stevenson - Andrew Bazzi - Seeley - Ilsey Juber - Hazzard - Doman                                                             | D. A. Doman                   | 2:49             |                  |                  |                  |                  |                  |
| 42:03            |                                            | |                               |                  |                  |                  |                  |                  |                  |

| Deluxe edition | Deluxe edition                                     | Deluxe edition                                                                                               | Deluxe edition                | Deluxe edition | Deluxe edition | Deluxe edition | Deluxe edition | Deluxe edition | Deluxe edition |
| No             | Titre                                              | Auteur | Producteurs                   | Durée          |                |                |                |                |                |
| -------------- | -------------------------------------------------- | --- | ----------------------------- | -------------- | -------------- | -------------- | -------------- | -------------- | -------------- |
| 15.            | Penthouse in Miami (avec Starrah)                  | - Stevenson - Juber - Henry Walter - Hazzard - Danny Schofield                                               | - Cirkut - DannyBoyStyles     | 2:46           |                |                |                |                |                |
| 16.            | Love to Fuck                                       | - Stevenson - Doman - Diaz                                                                                   | - D. A. Doman - Sool Got Hits | 3:25           |                |                |                |                |                |
| 17.            | Dip (avec Nicki Minaj)                             | - Stevenson - Onika Maraj - Doman - Elysee                                                                   | D. A. Doman                   | 3:15           |                |                |                |                |                |
| 18.            | Too Much                                           | - Stevenson - Doman                                                                                          | D. A. Doman                   | 2:57           |                |                |                |                |                |
| 19.            | Slidin (featuring Ty Dolla Sign et Takeoff)        | - Stevenson - Tyrone Griffin - Krishnic Ball - McFarlane - Warbrick - Hamlin                                 | D. A. Doman                   | 3:37           |                |                |                |                |                |
| 20.            | Bop (avec YG and Blueface)                         | - Stevenson - Keenon Jackson - Porter - McFarlane - Wakefield                                                | - Mustard - Official          | 2:59           |                |                |                |                |                |
| 21.            | Swish                                              | - Stevenson - Doman - Cameron Lewis - Terrelle Gallo                                                         | D. A. Doman                   | 3:14           |                |                |                |                |                |
| 22.            | Floss in the Bank                                  | - Stevenson - Thomas - Adrienne Bryne                                                                        | D. A. Doman                   | 2:31           |                |                |                |                |                |
| 23.            | Girls Have Fun (featuring G-Eazy and Rich the Kid) | - Stevenson - Gerald Gillum - Dimitri Roger - Nicholas Audino - Lewis Hughes - Warbrick - William Grigahcine | - Twice as Nice - DJ Snake    | 2:55           |                |                |                |                |                |
| 37:39          |                                                    | |                               |                |                |                |                |                |                |

## Classements et certifications

### Classements hebdomadaires
| Classement (2019)                  | Meilleure position |
| ---------------------------------- | ------------------ |
| Australie (ARIA)                   | 12                 |
| Autriche (Ö3 Austria Top 40)       | 18                 |
| Belgique (Flandre Ultratop)        | 45                 |
| Belgique (Wallonie Ultratop)       | 125                |
| Canada (Canadian Albums)           | 7                  |
| Danemark (Tracklisten)             | 25                 |
| États-Unis (Billboard 200)         | 17                 |
| Finlande (Suomen virallinen lista) | 17                 |
| France (SNEP)                      | 93                 |
| Irlande (IRMA)                     | 71                 |
| Italie (FIMI)                      | 74                 |
| Lettonie (LAIPA)                   | 18                 |
| Lituanie (AGATA)                   | 27                 |
| Nouvelle-Zélande (RIANZ)           | 17                 |
| Norvège (VG-lista)                 | 21                 |
| Pays-Bas (Mega Album Top 100)      | 22                 |
| Royaume-Uni (UK Albums Chart)      | 43                 |
| Suède (Sverigetopplistan)          | 50                 |
| Suisse (Schweizer Hitparade)       | 17                 |

### Certifications
| Région                                                                                                 | Certification | Ventes/Streams |
| --- | ------------- | -------------- |
| États-Unis (RIAA)                                                                                      | Or            | 500 000^       |
| *Ventes selon la certification ^Mise en rayon selon la certification xNon précisé par la certification |               |                |